# Axestoleus quinquepunctatus
Axestoleus quinquepunctatus är en skalbaggsart som beskrevs av Bates 1892. Axestoleus quinquepunctatus ingår i släktet Axestoleus och familjen långhorningar. Inga underarter finns listade.